# Боден, Николя-Тома
Николя́-Тома́ Боде́н (фр. Nicolas Thomas Baudin, 17 февраля 1754 года, Иль-де-Ре — 16 сентября 1803 года, остров Маврикий) — французский путешественник, моряк, исследователь Австралии, участник французской экспедиции к берегам Австралии (фр., 1800—1804).

## Биография
Происходил из купеческой семьи. Поступив в военно-морской флот, дослужился до звания капитана. Участвовал в экспедициях, снаряжённых по распоряжению Иосифа II Австрийского: собирал для его сада в Шенбрунне растения и животных в Америке, Азии, Африке.
12 июня 1800 года Наполеон Бонапарт поручил ему с научными и геополитическими целями обследовать побережья Новой Голландии и «Земли Ван Димена» (сегодняшней Тасмании). Боден командовал флагманом «Географ»; второе судно — «Натуралист» — вёл капитан Эммануэль Гамелен. В экспедиции участвовали иллюстраторы-натуралисты Шарль-Александр Лесюёр, Николя-Мартен Пети, зоолог Франсуа-Огюст Перон.
Геополитические задачи не были решены: французов опередили англичане (судно «Инвэстигейтор» под командованием Мэтью Флиндерса), однако участникам экспедиции удалось собрать выдающуюся зоологическую, ботаническую и этнографическую коллекцию, поступившую позже в Парижский национальный музей и в замок Мальмезон, принадлежавший Жозефине Бонапарт (коллекция, принадлежавшая Жозефине, утрачена).
16 сентября 1803 года Николя-Тома Боден умер от туберкулёза на острове Маврикий. Командование «Географом» принял Пьер Милюс.
Франсуа Перон, рассорившийся с Боденом, почти не упоминает о нём в своей книге «Voyage de decouvertes aux Terres Australes» (1 том — 1807 год, 2 том вышел посмертно в 1816-м). Судовой журнал Николя Бодена издан в 1974 году в переводе на английский язык. В 1988 году издан посвящённый экспедиции альбом «Baudin in Australian Waters».